# واک
واک (به انگلیسی: voice یا voicing) اصطلاحی در طبقه‌بندی آواهای گفتار است که به لرزش پرده‌های صوتی در تولید یک واج اشاره دارد. حروفی را که تولیدشان با لرزش تارآواها همراه است «حروف واکدار» یا «حروف آوایی» یا «جَهر» می‌گویند، و حروفی را که تولیدشان با چنین لرزشی همراه نیست «بی‌واک» یا «بی‌آوا» یا «هَمس» می‌نامند. واج‌هایی که به‌طور معمول واکدار هستند اما در محیط‌های واجی خاصی مقدار واکداری‌شان کمتر از محیط‌های دیگر است یا بدون واک تولید می‌شوند، واکرفته نامیده می‌شوند. واکرفتگی در آوانگاری با یک دایره کوچک در زیر نشانه نشان دارده می‌شود. در مقابل گاهی برخی واج‌های بیواک در محیط‌های خاصی واقع می‌شوند که موجب می‌شود در تولیدشان تارآواها دارای لرزش باشند، به این نوع فرایند، واک‌گرفتگی گفته می‌شود. برای مثال در زبان فارسی واج‌هایی که در خوشه همخوانی، عضو دوم هستند، تمایل به واکرفتگی دارند؛ مثلاً واج [l] که واجی واکدار است، در واژه سطل، گرایش به واکرفتگی دارد. در مقابل واج [k] در واژه اشک، وقتی در محیط واکی قرار گیرد، مانند جمله «اشکم در اومد»، به صورت واکدار تولید می‌شود. واکداری، ویژگی اساسی در طبقه‌بندی واج‌ها و در نظریه مختصه‌های ممیز در واجشناسی است.

## واک در واج‌های زبان فارسی
در زبان فارسی ۲۳ همخوان وجود دارد که از میان این ۲۳ همخوان، ۱۳ همخوان واکدار، ۹ همخوان بیواک، و یک همخوان، به دلیل تولید در چاکنا، نسبت به این ویژگی خنثی است (همخوان [ʕ] که در زبان فارسی با نویسه «همزه» و «ع» نشان داده می‌شود). همخوان‌های واکدار زبان فارسی عبارتند از:
- [b] دولبی انسدادی واکدار (در زبان فارسی با نویسه «ب» نشان داده می‌شود)
- [m] دولبی خیشومی واکدار (در زبان فارسی با نویسه «م» نشان داده می‌شود)
- [v] لبی‌دندانی سایشی واکدار (در زبان فارسی با نویسه «و» نشان داده می‌شود)
- [d] دندانی انسدادی واکدار (در زبان فارسی با نویسه «د» نشان داده می‌شود)
- [dʒ] لثوی‌کامی انسایشی واکدار (در زبان فارسی با نویسه «ج» نشان داده می‌شود)
- [n] لثوی خیشومی واکدار (در زبان فارسی با نویسه «ن» نشان داده می‌شود)
- [l] لثوی کناری واکدار (در زبان فارسی با نویسه «ل» نشان داده می‌شود)
- [r] لثوی لرزشی واکدار (در زبان فارسی با نویسه «ر» نشان داده می‌شود)
- [z] لثوی سایشی واکدار (در زبان فارسی با نویسه «ز، ض، ظ، ذ» نشان داده می‌شود)
- [ʒ] لثوی‌کامی سایشی واکدار (در زبان فارسی با نویسه «ژ» نشان داده می‌شود)
- [g] نرم‌کامی انسدادی واکدار (در زبان فارسی با نویسه «گ» نشان داده می‌شود)
- [ɢ] ملازی انسدادی واکدار (در زبان فارسی با نویسه «ق، غ» نشان داده می‌شود)
- [j] کامی ناسوده واکدار (در زبان فارسی با نویسه «ی» نشان داده می‌شود)

همخوان‌های بی‌واک زبان فارسی عبارتند از:
- [p] دولبی انسدادی بی‌واک (در زبان فارسی با نویسه «پ» نشان داده می‌شود)
- [f] لبی‌دندانی سایشی بی‌واک (در زبان فارسی با نویسه «ف» نشان داده می‌شود)
- [t] دندانی انسدادی بی‌واک (در زبان فارسی با نویسه «ت، ط» نشان داده می‌شود)
- [tʃ] لثوی‌کامی انسایشی بی‌واک (در زبان فارسی با نویسه «چ» نشان داده می‌شود)
- [s] لثوی سایشی بی‌واک (در زبان فارسی با نویسه «س، ص، ث» نشان داده می‌شود)
- [ʃ] لثوی‌کامی سایشی بی‌واک (در زبان فارسی با نویسه «ش» نشان داده می‌شود)
- [k] نرم‌کامی انسدادی بی‌واک (در زبان فارسی با نویسه «ک» نشان داده می‌شود)
- [x] ملازی سایشی بی‌واک (در زبان فارسی با نویسه «خ» نشان داده می‌شود)
- [h] چاکنایی سایشی بی‌واک (در زبان فارسی با نویسه «ه، ح» نشان داده می‌شود)

تمامی واکه‌ها در زبان فارسی واکدار هستند.